# Цзян Лінь
Цзян Лінь  (кит.: 姜 林, 23 жовтня 1981) — китайський лучник, олімпійський медаліст.

## Виступи на Олімпіадах
| Олімпіада  | Дисципліна | Місце |
| ---------- | ---------- | ----- |
| Пекін 2008 | особисті   | 39T   |
| Пекін 2008 | командні   | 3     |